# Amets Arzallus
Amets Arzallus Antia (Hendaye), né le 9 novembre 1983, est un bertsolari et journaliste qui a remporté le championnat de bertsolari du Pays basque (Bertsolari Txapelketa Nagusia) en décembre 2013.

## Biographie
Né à Saint-Jean-de-Luz, il passe son enfance à Hendaye. Influencé par leur père Jexux Arzallus, Amets et sa sœur Maddalen Arzallus rejoignent très jeune l'école de bertso. Il suit sa scolarité à l'ikastola (Hendaye), au collège Xalbador (Cambo-les-bains) puis au lycée Bernat Etxepare (Bayonne). Il étudie ensuite le journalisme à l'université de Leioa en Biscaye (EHU/UPV). Aujourd'hui, il écrit pour l'hebdomadaire Argia, il intervient sur la radio Euskadi Irratia et enseigne à l'école de bertso d'Hendaye. 

## Bertsolaritza
Il chante pour la première fois en public en 1992 lors du championnat inter-écoles du Guipuscoa, aux côtés de Sustrai Colina et Miren Artetxe.
En 2000, il remporte le championnat de Navarre (Nafarroako txapelketa nagusia). En 2005, il arrive en finale du championnat de bertso du Pays basque (Bertsolari Txapelketa Nagusia). En 2009, il arrive en deuxième position derrière Maialen Lujanbio et en 2013, il sort vainqueur. Qualifié directement pour la finale en 2017, il termine quatrième, au pied du podium. 
Il remporte la compétition Xilaba en 2008, 2010 et 2012.

### Victoires

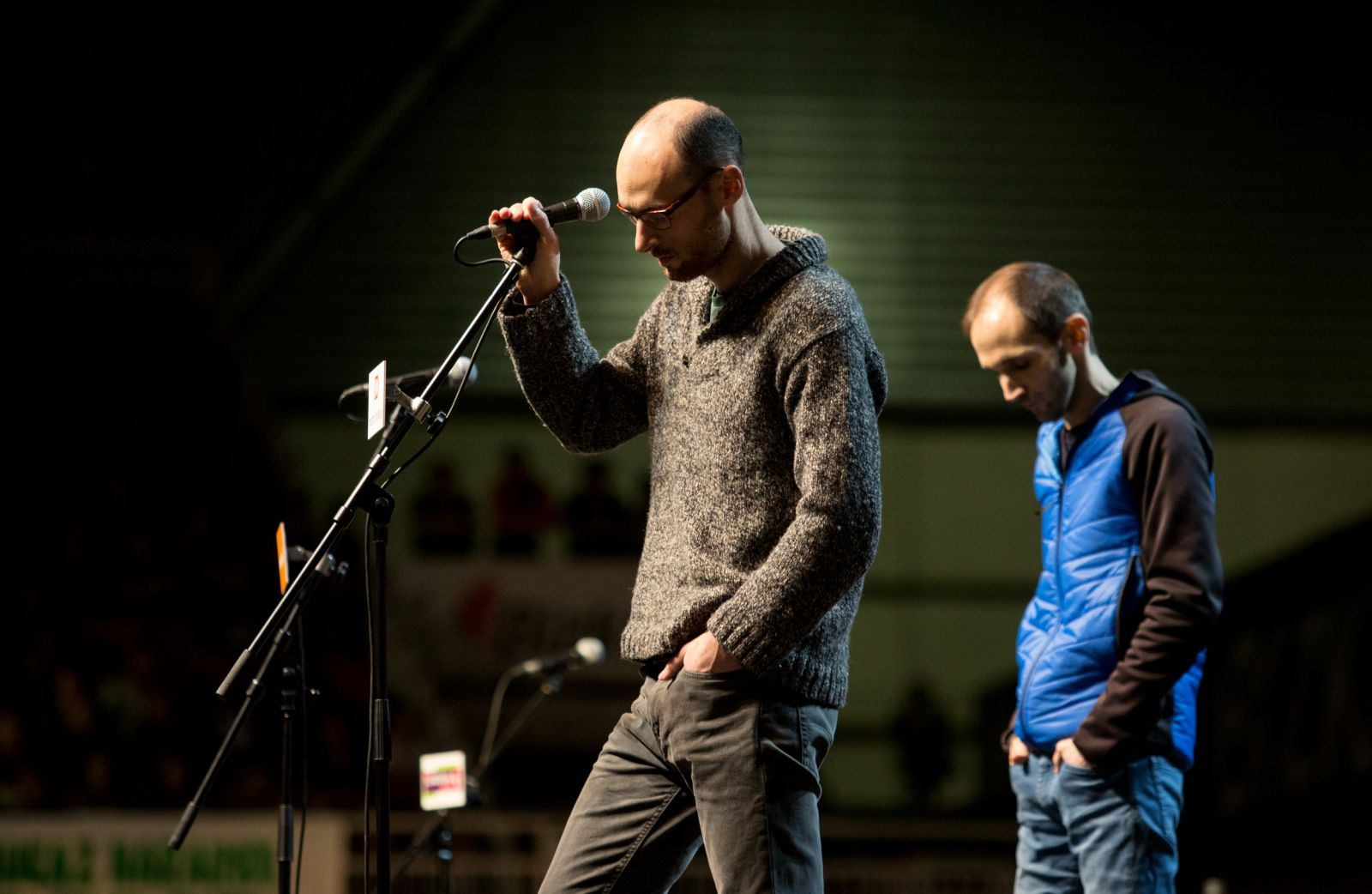
Amets Arzallus et Sustrai Colina lors du Bertso Txapelketa Nagusia en décembre 2017.

#### Championnats
- Championnat du Pays basque :
  - Premier (1) : 2013
  - Deuxième (1) : 2009[7], 2022
  - Finaliste (4) : 2005, 2009, 2013, 2017
- Championnat de Navarre (4) : 2000, 2001, 2002, 2003[8]
- Xilaba Bertsulari Xapelketa :
  - Premier (3) : 2008[9], 2010[10], 2012[11]
  - Deuxième (1) : 2016[12]
- Championnat inter-écoles du Pays basque (2) :
  - 1997
  - 1996

#### Prix
- Zarauzko Kopla Txapelketa (1) : 2010

## Auteur
En 2019, il publie avec Ibrahima Balde le roman  Miñan (éditions Susa),, qui reçoit le prix Zilarrezko Euskadi en 2020,.

## Références

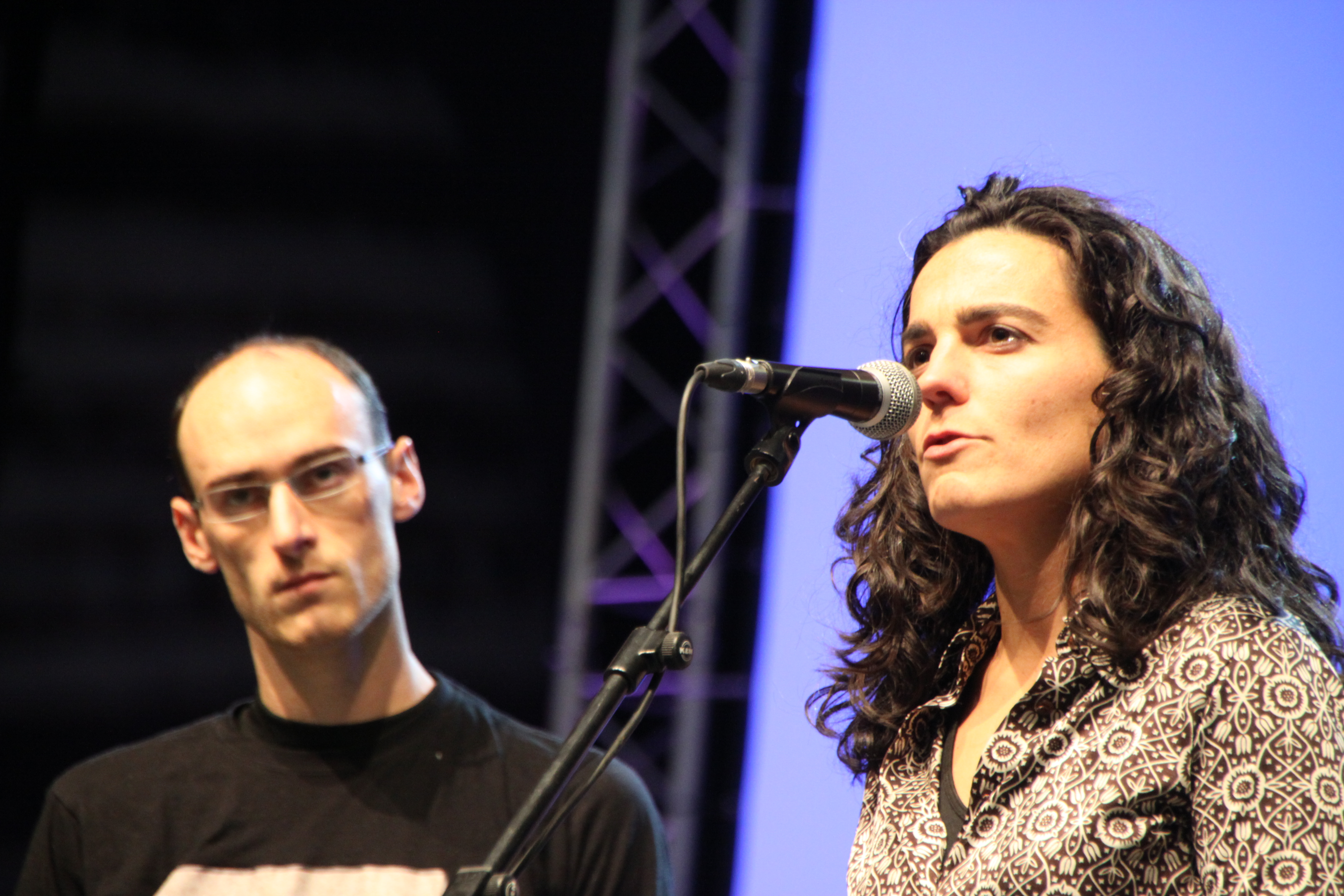
Amets Arzallus et Maialen Lujanbio lors de Bertso Txapelketa Nagusia en 2013.